# Дерри (вымышленный город)
Де́рри (англ. Derry), штат Мэн — вымышленный город, который является частью вымышленной топографии штата Мэн американского писателя Стивена Кинга. Дерри впервые появился в рассказе Кинга 1981 года «Птица и альбом», а в последний раз на сегодняшний день в фильме ужасов 2019 года «Оно 2». События предстоящего сериала «Оно: Добро пожаловать в Дерри» развернутся также в данном городе.
Говорят, что Дерри находится недалеко от Бангора, но Кинг прямо сказал своему биографу Тони Мэджистрале, что Дерри на самом деле является его изображением Бангора. Однако карта на официальном сайте Кинга показывает, что Дерри находится в непосредственной близости от города Этна.
Кинг, уроженец Дарема (штат Мэн), создал троицу вымышленных городов штата — Дерри, Касл-Рок и Джерусалемс-Лот — как центральные элементы в нескольких работах.

## Обзор
Город Дерри впервые был упомянут в рассказе Стивена Кинга 1981 года «Птица и альбом». Хотя город упоминался в различных других историях, только в 1986 году в романе Кинга «Оно» город использовался как полностью визуализированный.
Помимо часто используемой троицы Джерусалемс-Лот, Касл-Рок и Дерри, Кинг создал другие вымышленные города штата Мэн, в том числе Чемберлен в «Кэрри», Тэ-Эр в «Мешке с костями», Ладлоу (не имеющий отношения к настоящему городу Ладлоу в штате Мэн) в «Кладбище домашних животных» и «Тёмной половине», Хейвен в «Томминокеры», Литтл-Толл Айленд в «Долорес Клейборн», «Буря столетия» и «Утренняя доставка» (опубликованная в сборнике рассказов «Команда скелетов»), и Честерс-Милл («Под куполом»).
В 2016 году было объявлено, что в новой адаптации романа «Оно» разделится на двухсерийный фильм. Во время производства продюсерам экранизации 2017 года и её продолжения был нужен небольшой городок для съёмок, и Порт-Хоуп (Онтарио, Канада), использовался для большей части внешних съёмок для обоих фильмов. Некоторые сцены, которые якобы происходили в Дерри, были сняты в другом месте. Синагога, фигурирующая в «Оно 2», на самом деле была Конгрегацией Кнессет Израиль в Торонто, а экстерьеры средней школы Дерри снимались в ретритном центре Маунт Мэри в Анкастере (Онтарио). Другие места съёмок «Оно 2» включали Клуб Шотландского Обряда в Гамильтоне, Парк Одли в Эйджаксе и Парк Руж в Скарборо, находящиеся в провинции Онтарио. Экстерьеры так называемого «дома ужасов» были построены специально для фильмов и расположены на одном участке в Ошаве (Онтарио).

## Места в Дерри

### Дом на улице Нейболта, 29
Несколько раз в романе «Оно» Клуб Неудачников оказывался на улице Нейболт, 29, в ветхом заброшенном доме рядом с железнодорожной сортировочной станцией. Именно здесь Эдди Каспбрак впервые встречает Оно, который представляет собой смесь бездомного прокажённого и знакомую форму Пеннивайза. Позже, после того, как Эдди расскажет им свою историю, Билл и Ричи отправляются исследовать дом и их преследует Оно, существо принявшее форму вервольфа.
Вскоре после этих инцидентов Клуб Неудачников возвращается в дом в надежде противостоять Оно. Однако вскоре после того, как они столкнулись с Оно, существо исчезает в канализации через туалетную трубу. Поэтому они решают спуститься в канализацию для своего первого столкновения с Оно.
Во время серии убийств в 1985 году тело одной из жертв существа было найдено прямо через дорогу от дома.
В адаптации 2017 года и её продолжении улица Нейболт, 29 служит главным входом в логово Оно и местом первого реального противостояния Клуба Неудачников с Оно. Дом построен на месте старого колодца Дерри, где исчез 91 поселенец, когда Дерри был впервые заселён, а также является центральным узлом канализационной системы города. В конце второго фильма дом рушится вместе с логовом Оно, когда Клуб Неудачников убивает его.

### Пустоши
Пустоши — это небольшой участок земли густо покрытый деревьями и растениями. Здесь находится свалка Дерри, гравийный карьер и несколько канализационных насосных станций. Пустоши играют в «Оно» наиболее заметную роль, поскольку Клуб Неудачников принимают их как свой дом вдали от дома, даже строя там подземный клуб. Большинство Неудачников впервые встречаются здесь, когда они пытаются построить небольшую плотину на реке Кендаскиг, которая протекает через Пустоши, рядом с Дерри.
В «Оно 2», будучи брошенным в колодец, Генри Бауэрс вымывается из канализационной системы в Пустоши в результате внезапного наводнения.

### Канал
Участок Кендаскига, который проходит через центр Дерри. Небольшая часть канала проходит через туннель под улицами и выходит в Басси Парк. В январе 1958 года молодой Бен Хэнском впервые встречает Оно идущим по замёрзшей поверхности канала. Несколькими месяцами позже Эдди Коркоран подвергается здесь нападению Оно в виде Человека-Жабра.

### Общественный центр Дерри
Общественный центр Дерри — это недавно построенное здание, после того, как старый общественный центр был разрушен во время наводнения 1985 года. Он был спроектирован знаменитым архитектором (и бывшим жителем Дерри) Беном Хэнском. Он играет важную роль в событиях романа «Бессонница». Алый Король, суперзлодей из цикла романов Кинга «Тёмная Башня», планировал использовать Эда Дипно для полёта в Общественный центр с миссией камикадзе, используя небольшой самолёт, вооружённый взрывчаткой C-4. Целью этой миссии было не убить людей внутри Центра, а убить ребёнка по имени Патрик Данвилл, который играет ключевую роль в истории «Тёмной Башни». После встречи с самим Алым Королём Ральф Робертс и Лоис Часс заставляют Дипно разбить самолёт на стоянке Центра. Несколько человек убиты, но Данвилл в конечном итоге спасён.

### Китченерский металлургический завод
Металлургический завод за пределами Дерри. В 1906 году, несмотря на то, что все станки были полностью остановлены, завод необъяснимым образом взорвался, убив группу из 102 человек (88 из них дети), которые участвовали в поиске пасхальных яиц. Трагедия была вызвана тем, что Оно вывел из строя оборудование и предположительно похитил восемь пропавших без вести тел. Это положило начало 27-летнему периоду спячки существа. Оно находится на руинах Китченерского металлургического завода, где молодой Майк Хэнлон впервые встречает его в форме гигантской птицы в 1958 году.
В адаптации 2017 года Бен Хэнском впервые встречает Оно в виде обезглавленного ребёнка, который был среди жертв инцидента на Китченерском металлургическом заводе.

### Водонапорная башня
Водонапорная башня в Дерри, очень похожа на реальную водонапорную башню Томаса Хилла в Бангоре (штат Мэн). Раньше она не запиралась, так что посетители прилегающего парка могли подняться по винтовой лестнице вокруг резервуара, чтобы посмотреть на Дерри сверху. Водонапорная труба была закрыта для посещения после того, как в резервуаре утонули несколько детей, скорее всего, по вине Оно. В водонапорной башне Стэн Юрис впервые сталкивается с Оно, который принимает форму утонувших детей.
После того, как взрослый Клуб Неудачников убивает Оно во втором Ритуале «Чудь» в 1985 году, начинается сильный шторм, разрушающий многие здания и достопримечательности в Дерри, включая водонапорную башню. В романе «Ловец снов» мистер Грей едет в Дерри, чтобы найти водонапорную башню, только для того, чтобы обнаружить мемориал с литой бронзовой статуей двух детей и мемориальной доской под ним, посвящённой жертвам наводнения 1985 года и Оно. Мемориальная доска была испорчена граффити с надписью «Пеннивайз жив». В романе «11/22/63» Джейк Эппинг покупает подушку с изображением водонапорной башни. Он прячет в ней пистолет, которым убивает Фрэнка Даннинга.

### Перевозки Братьев Тракеров
Согласно «Оно», братья Тракер — двое мужчин, которые владели грузовым депо на Канзас-стрит во время серии убийств Оно в 1958 году. Братья содержали бейсбольное поле позади депо, на котором могли играть дети. В «Ловце снов» Джонси, Бив, Генри и Пит впервые встречаются с Даддитсом на стоянке депо в 1978 году (когда депо закрылось), спасая его от банды хулиганов. В 1985 году, посещая заброшенное депо, Эдди Каспбрак впервые с детства встречает Пеннивайза. Депо было разрушено во время того же шторма 1985 года, который разрушил водонапорную башню.

### Фойгт Филд
В романе Ричарда Бахмана (псевдоним Стивена Кинга) «Бегущий человек», действие которого происходит в антиутопическом будущем, в Дерри находится большой аэропорт, состоящий из акров парковок, огромного «Терминала Северных штатов», нескольких взлётно-посадочных полос, способных принимать большие широкофюзеляжные самолёты, и большую нефтебазу. Бен Ричардс, главный герой романа, приезжает туда на машине, и ему разрешают сесть на «Локхид GA/Superbird», когда он угрожает тем, что у него взрывчатка и что он взорвёт весь комплекс.

## Галерея

Виды Бангора (Дерри)
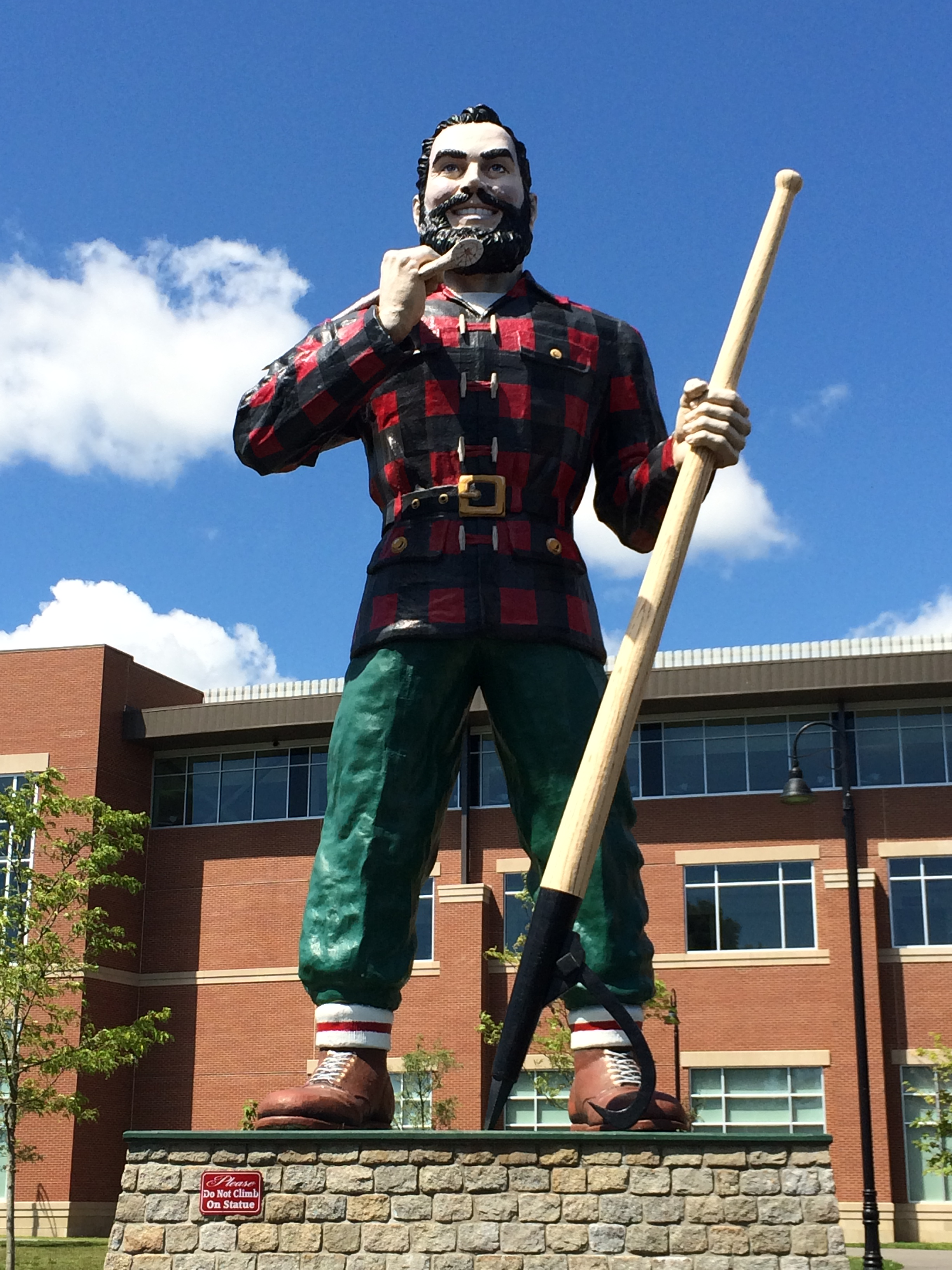
Скульптура Пола Баньяна
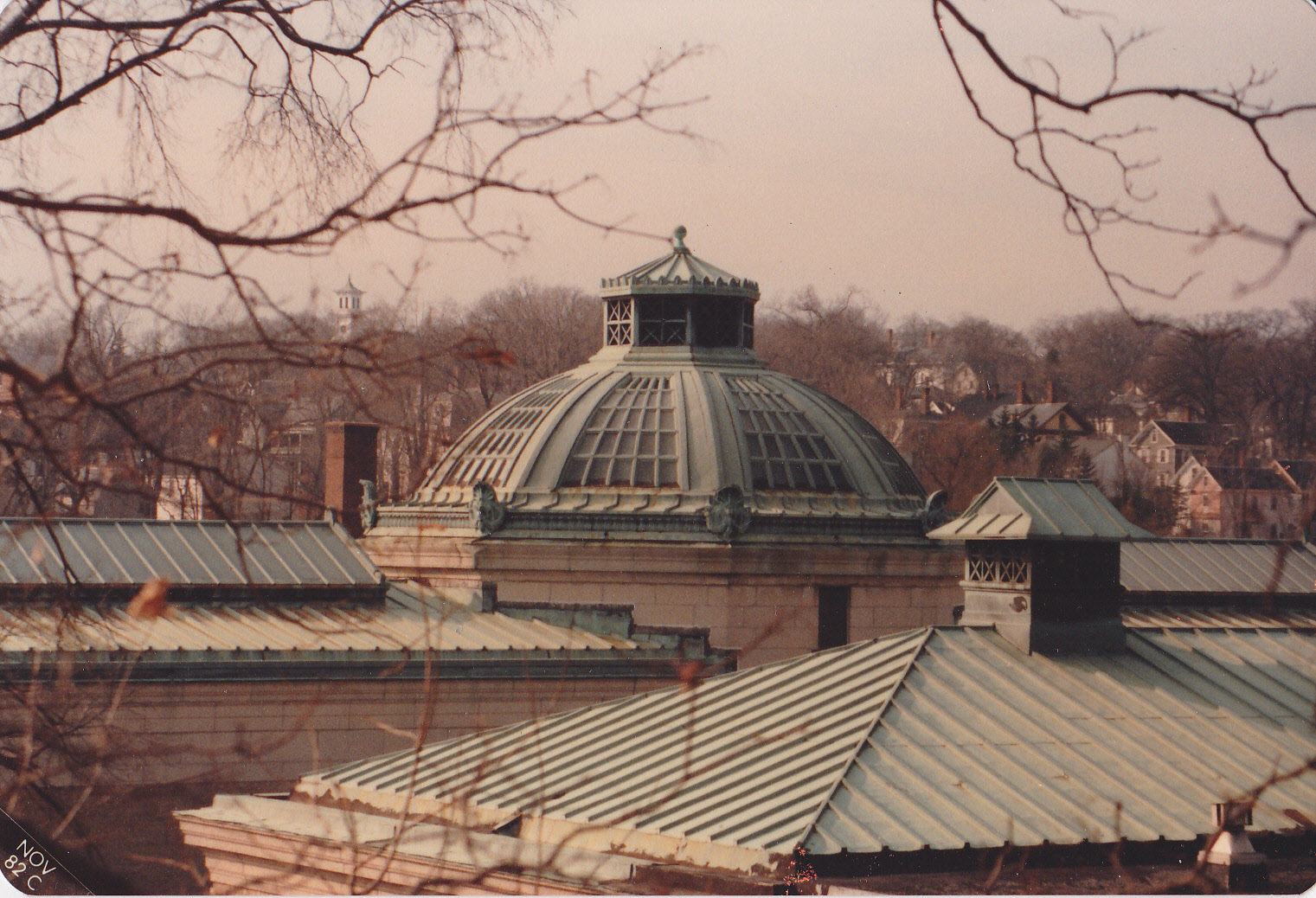
Экстерьер здания Публичной библиотеки
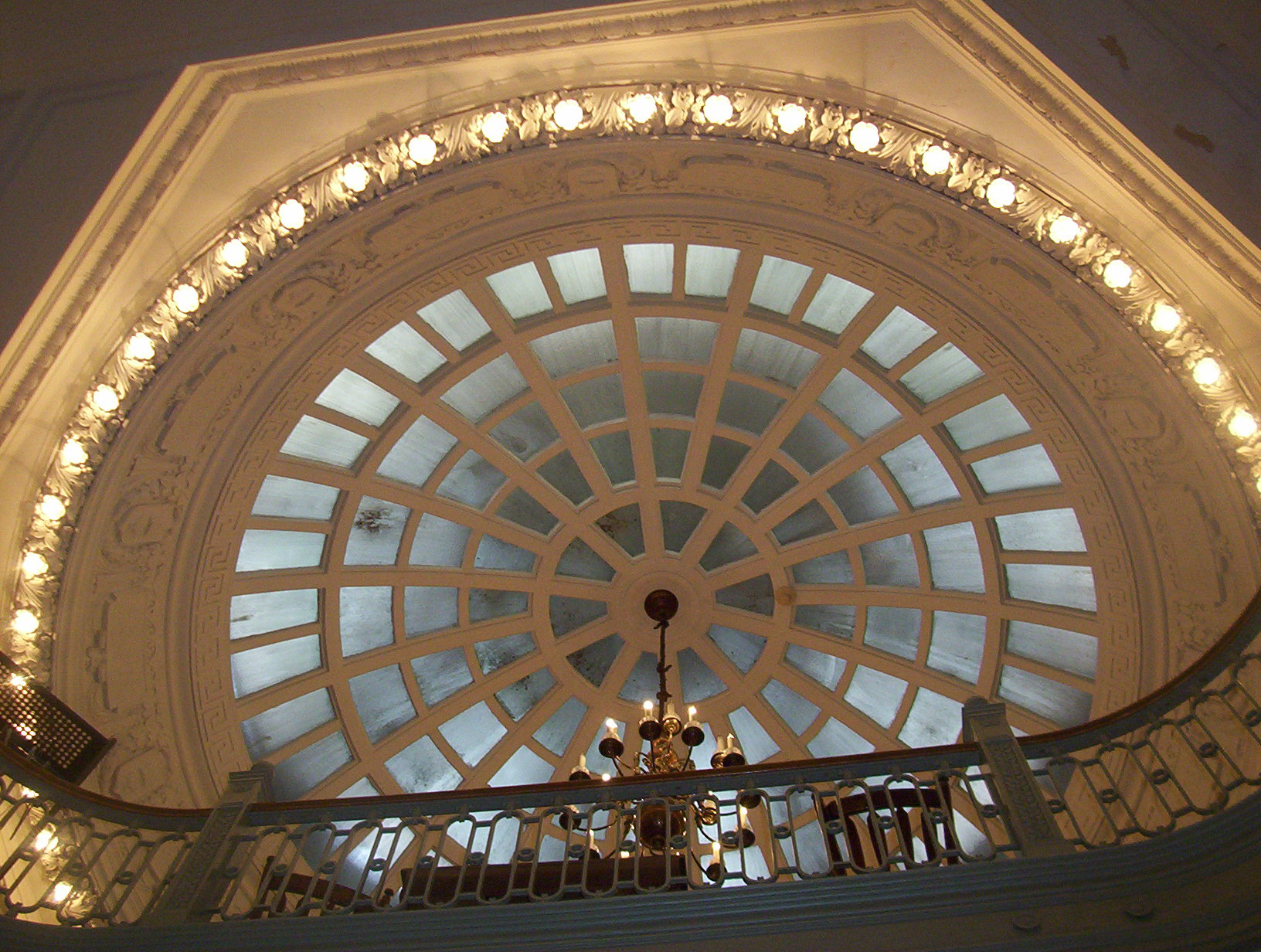
Интерьер здания Публичной библиотеки
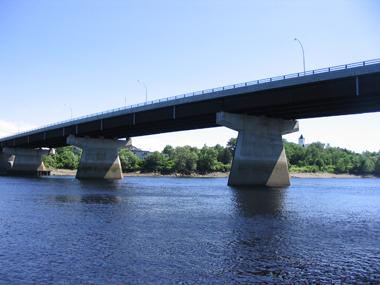
Мост через Кендускиг
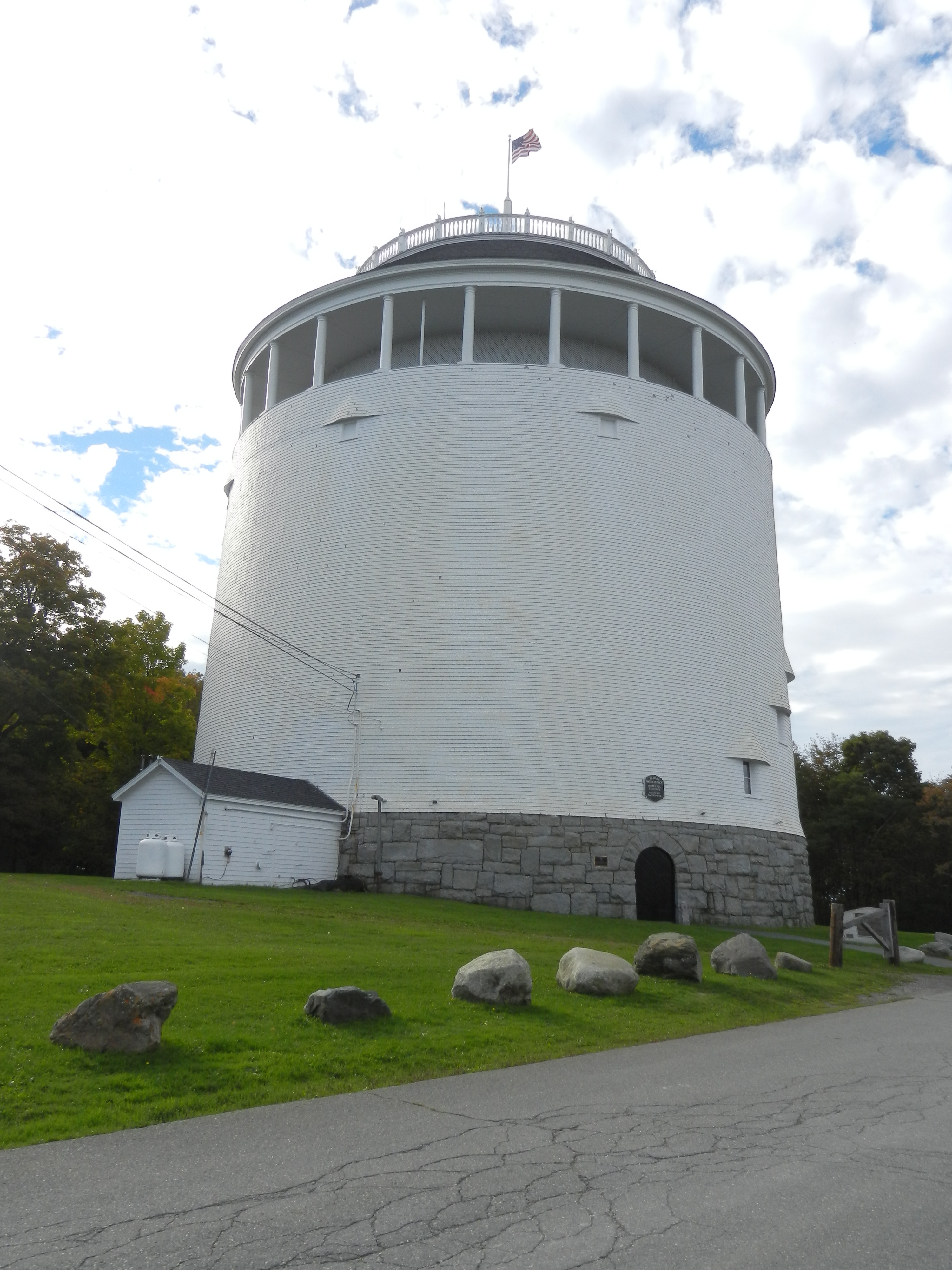
Водонапорная башня

## Произведения Стивена Кинга, действие которых происходит в Дерри
- Оно (1986)
- Бессонница (1994)
- Мешок с костями (1998) (частично)
- Дорожный ужас прёт на север (1999) (частично) (короткий рассказ из сборника «Всё предельно»)
- Ловец снов (2001)
- На выгодных условиях (2010) (повесть из сборника «Тьма, — и больше ничего»)
- 11/22/63 (2011) (частично)

## Произведения Стивена Кинга, которые ссылаются на Дерри
- Птица и альбом (1981)
- Бегущий человек (1982)
- Тело (1982) (повесть из сборника «Четыре сезона»)
- Кладбище домашних животных (1983)
- Грузовик дяди Отто (1983) (короткий рассказ из сборника «Команда скелетов»)
- Короткая дорога миссис Тодд (1984) (короткий рассказ из сборника «Команда скелетов»)
- Томминокеры (1987)
- Мизери (1987)
- Ночной полёт (1988)
- Секретное окно, секретный сад (1990) (повесть из сборника «Четыре после полуночи»)
- Нужные вещи (1991)
- Игра Джералда (1992)
- Секционный зал номер четыре (1997)
- Сердца в Атлантиде (1999)
- Буря столетия (1999)
- Тёмная башня VII: Тёмная башня (2004)
- История Лизи (2006)
- Немой (2007)
- Под куполом (2009)
- Тьма, — и больше ничего (2010)
- 11/22/63 (2011)

## Другие упоминания
В романе 1993 года «Один на один» Табиты Кинг (жена Кинга) упоминается Дерри. В послесловии она благодарит «другого писателя, который позволил мне» использовать название города.
В телесериале 2010 года «Хейвен», адаптированном по роману Кинга «Парень из Колорадо», упоминается Дерри.
В романе 2010 года «Рога» Джо Хилла (старший сын Кинга) описывается настоящий город Дерри (штат Нью-Гэмпшир). В своём романе 2013 года «Страна Рождества» Хилл включает вымышленный Дерри (штат Мэн) на карту и список сверхъестественных мест.
В криминальном сериале «Мыслить как преступник» в 21-м эпизоде 10-го сезона «Мистер Скрэтч» Дерри упоминается как место убийства, вызванного галлюцинациями. Жертву убийства назвали Табитой в честь жены Кинга.
В экранизации фильма «Кладбище домашних животных» 2019 года в одной из сцен изображён дорожный знак, на котором Дерри находится в 20 милях от него.